# Дінтесгайм
Дінтесгайм (нім. Dintesheim) — громада в Німеччині, розташована в землі Рейнланд-Пфальц. Входить до складу району Альцай-Вормс. Складова частина об'єднання громад Альцай-Ланд.
Площа — 1,96 км2. Населення становить 153 ос. (станом на 31 грудня 2020).